# Wszystkie właściwe posunięcia
Wszystkie właściwe posunięcia – amerykański film obyczajowy z 1983 roku na podstawie artykułu Pat Jordan.

## Główne role
- Tom Cruise – Stefen Djordjevic
- Craig T. Nelson – Nickerson
- Lea Thompson – Lisa
- Charles Cioffi – Pop
- Gary Graham – Greg
- Paul Carafotes – Salvucci
- Chris Penn – Brian
- Sandy Faison – Suzie
- James A. Baffico – Bosko
- Mel Winkler – Jess Covington
- Walter Briggs – Rifleman
- George Betor – Tank
- Leon Robinson – Shadow
- Jonas Chaka – Mouse
- Keith Diamond – Fox

## Opis fabuły
Miasteczko Ampipe w Pensylwanii. Stefen Djordjevic, gwiazda szkolnej drużyny futbolowej, nie chce skończyć jako robotnik w miejscowej hucie, tak jak ojciec i brat. Chce studiować w college’u i wyrwać się z miejscowości, ale nie jest wybitnie uzdolniony. Jedyną szansą jest otrzymanie stypendium sportowego. Wielu jego kolegów jest w podobnej sytuacji. Trener szkolnej drużyny, Vern Nickerson, rozumie ich, bo sam też chce wyjechać z Ampipe. Przekonuje chłopaków, że sport jest dla nich jedyną szansą do kariery.